# Where Is Mulcahy?
Where Is Mulcahy? è un cortometraggio muto del 1910. Il nome del regista non viene riportato nei credit del film che aveva come interprete principale J. Warren Kerrigan.

## Produzione
Il film fu prodotto dalla Essanay Film Manufacturing Company. Venne girato negli Essanay Studios aj 1333-45 W. Argyle Street di Chicago, dove la casa di produzione aveva la sua sede.

## Distribuzione
Distribuito dall'Essanay, il film - un cortometraggio di 122 metri - uscì nelle sale cinematografiche USA il 25 maggio 1910. Nelle proiezioni, veniva programmato con il sistema dello split reel, accorpato in un'unica bobina con un altro cortometraggio prodotto dall'Essanay, la commedia Tin Wedding Presents.